# Franz Leo Ruben
Franz Leo Ruben, v českých zdrojích František Ruben (16. srpna 1842 Praha – 18. prosince 1920 Mnichov) byl německý (rakouský) malíř, původem z Prahy, syn malíře Christiana Rubena.

## Život
Franz Ruben byl nejstarší syn ředitele pražské Akademie Christiana Rubena a jeho manželky Susanny, rozené Dumbserové (1819–1903). Jeho dědeček byl trevírský učitel kreslení Karl Ruben (1772–1843), krajinář Max Haushofer byl jeho strýc.
V letech 1859 až 1867 studoval na Akademii výtvarných umění ve Vídni. Od roku 1868 žil v Římě, kde dokončil studia. Tam byl v letech 1868 až 1874 členem Německého sdružení umělců (Deutscher Künstlerverein). V roce 1870 se stal členem Spolku rakouských výtvarných umělců (Gesellschaft bildender Künstler Österreichs).
V Benátkách žil s několika přestávkami v letech 1874 až 1914. Svými díly obesílal především velké výstavy ve Vídni, jeho obrazy se pravidelně objevovaly i na výstavách v Praze. Po začátku 1. světové války musel Benátky opustit.
Stáří strávil v Mnichově, kde ve věku 78 let zemřel.

## Dílo
Franz Leo Ruben se často věnoval žánrové malbě s italskými náměty.
Obraz Portrét muže z roku 1863 je v majetku Galerie Středočeského kraje.

### Galerie

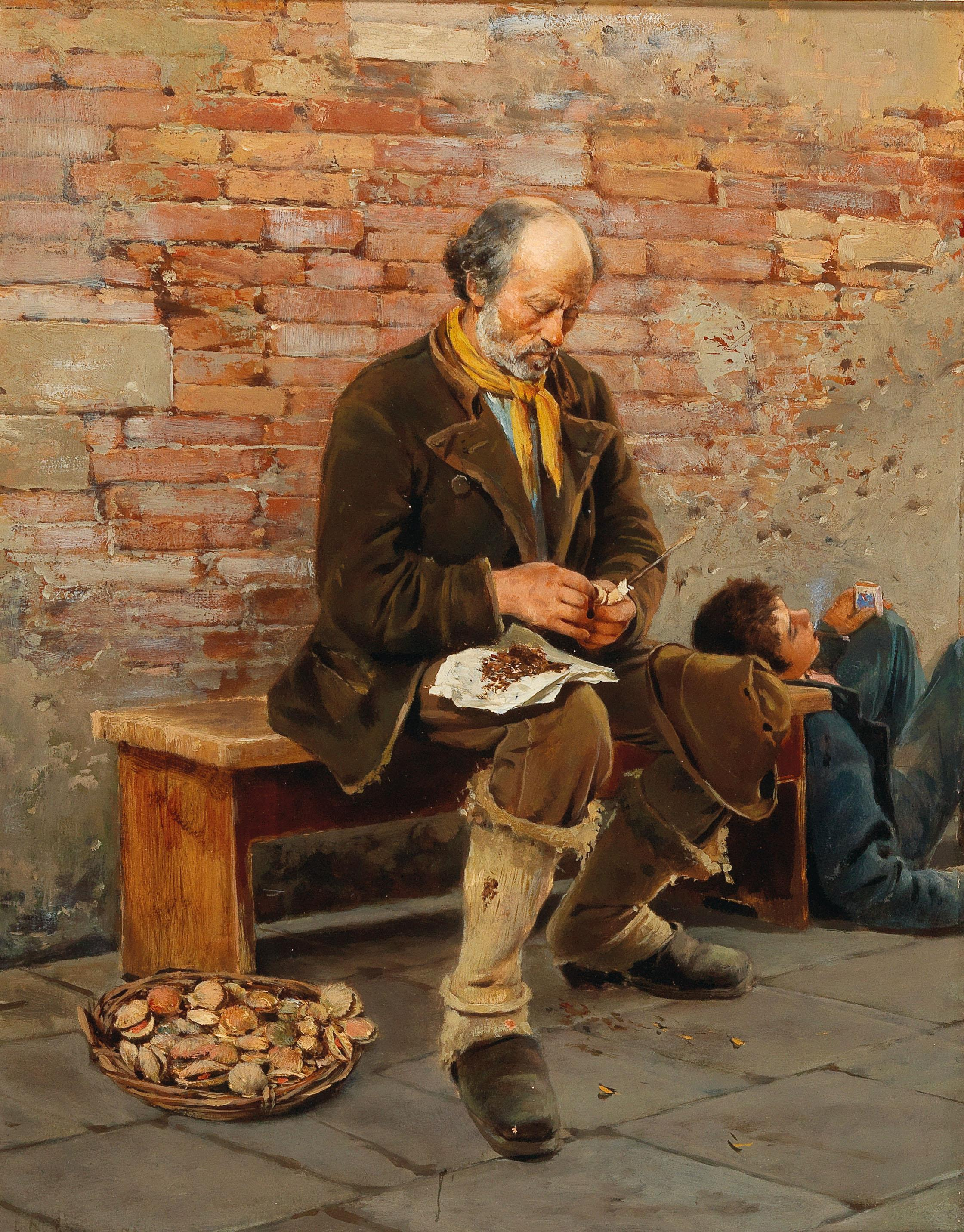
Volná chvíle prodavače mušlí
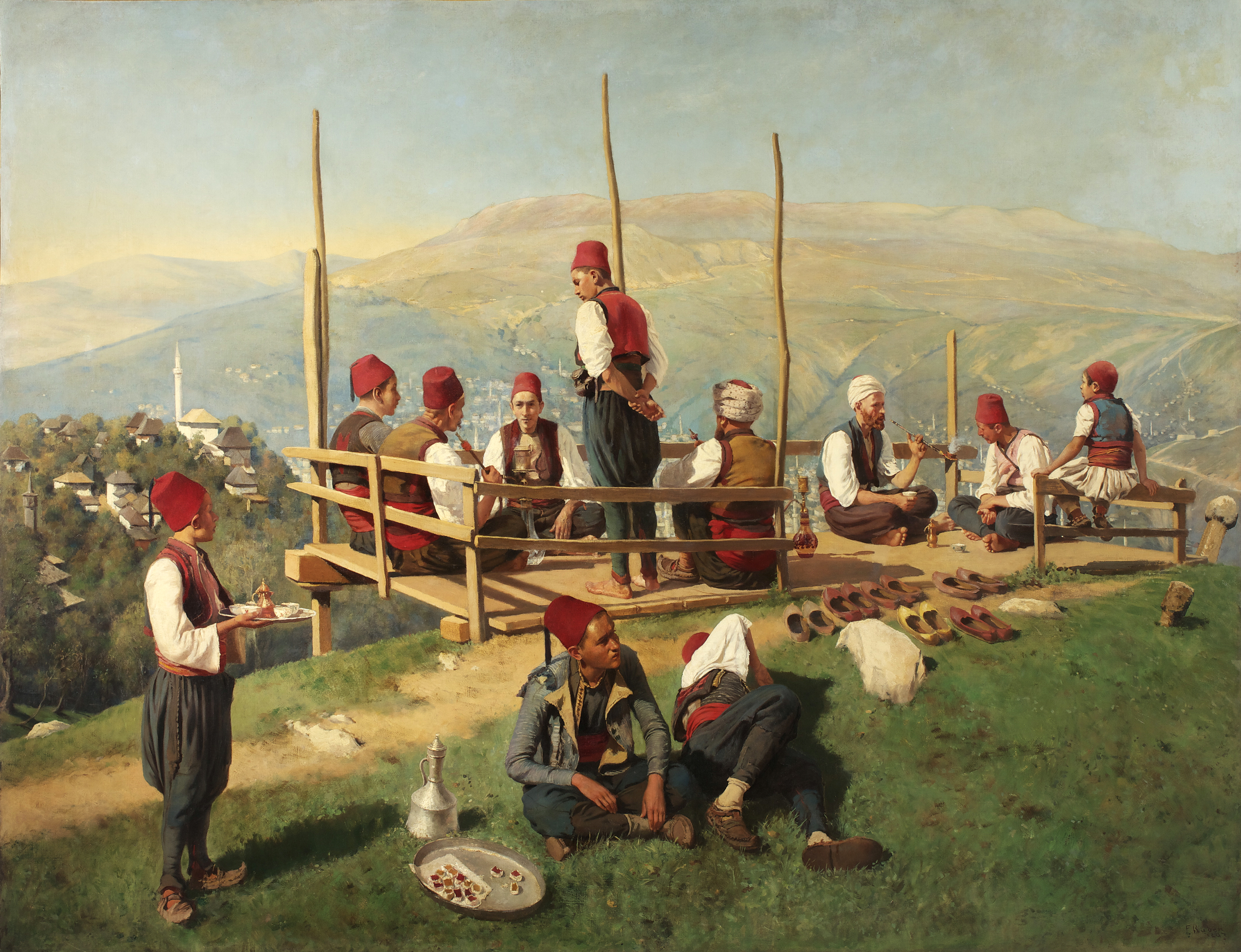
Turecká kavárna v Sarajevu (Österreichische Galerie Belvedere)
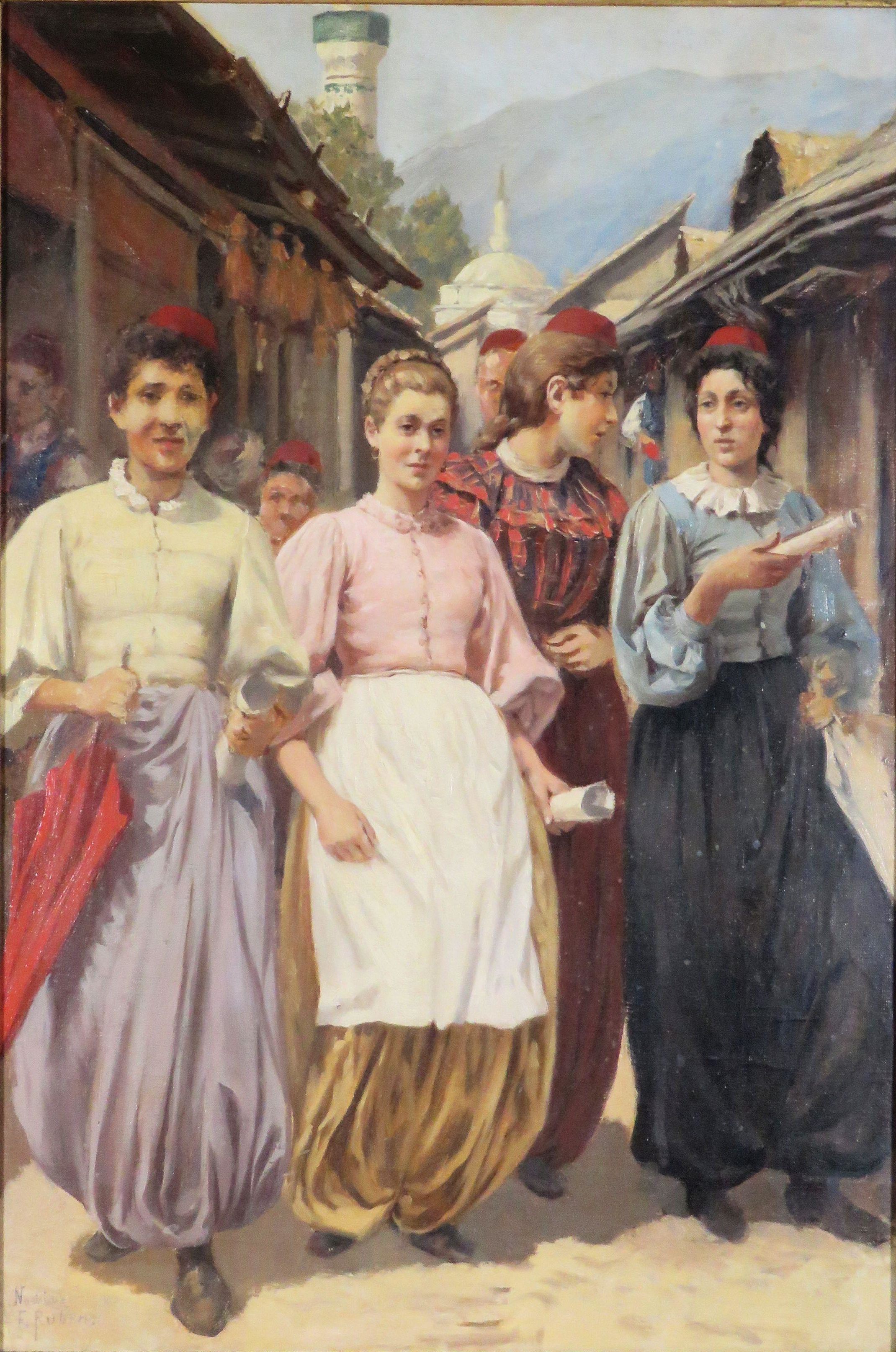
Čtyři dámy na bazaru v Sarajevu
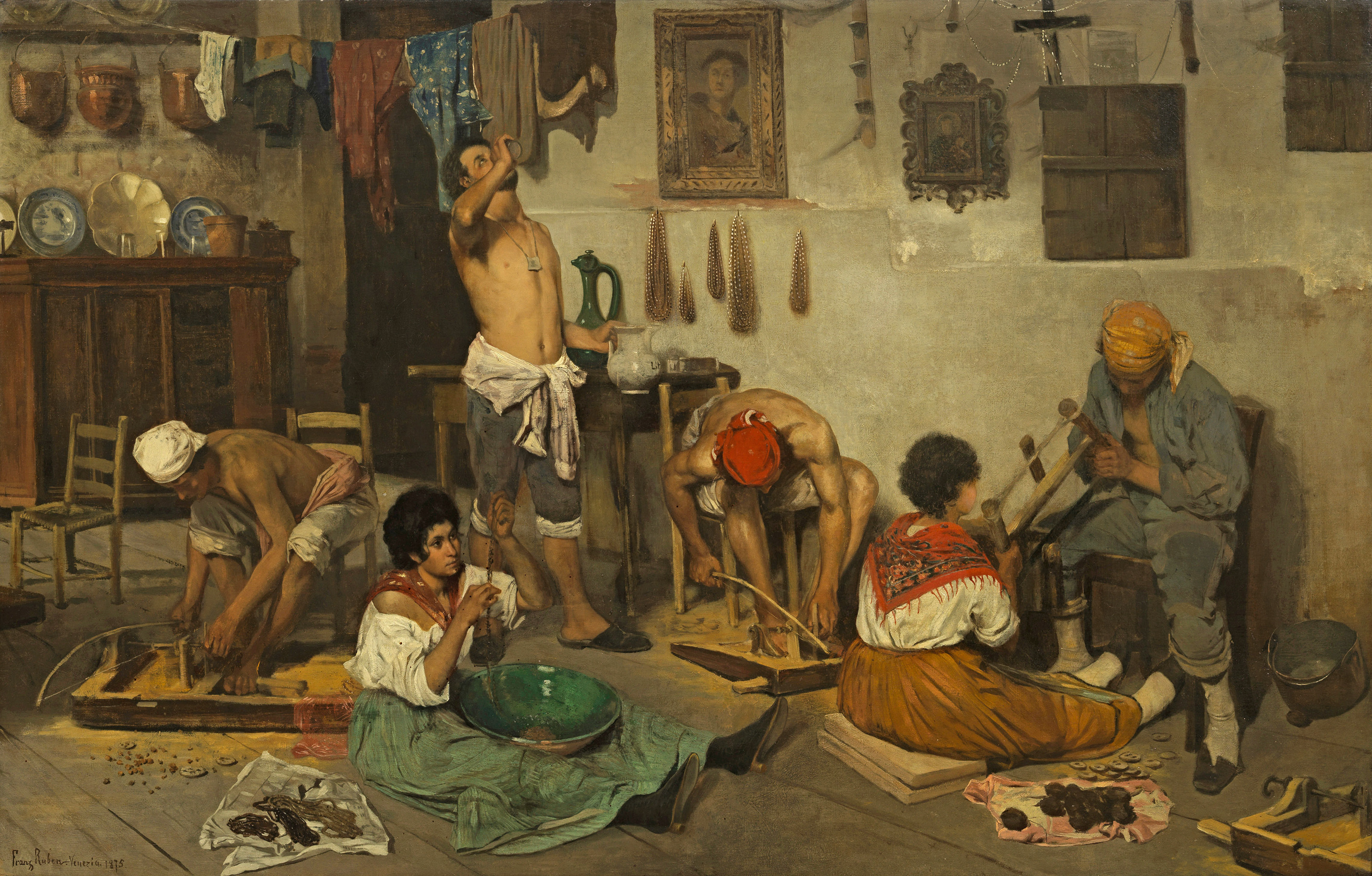
Benátský soustružník růženců (1875)
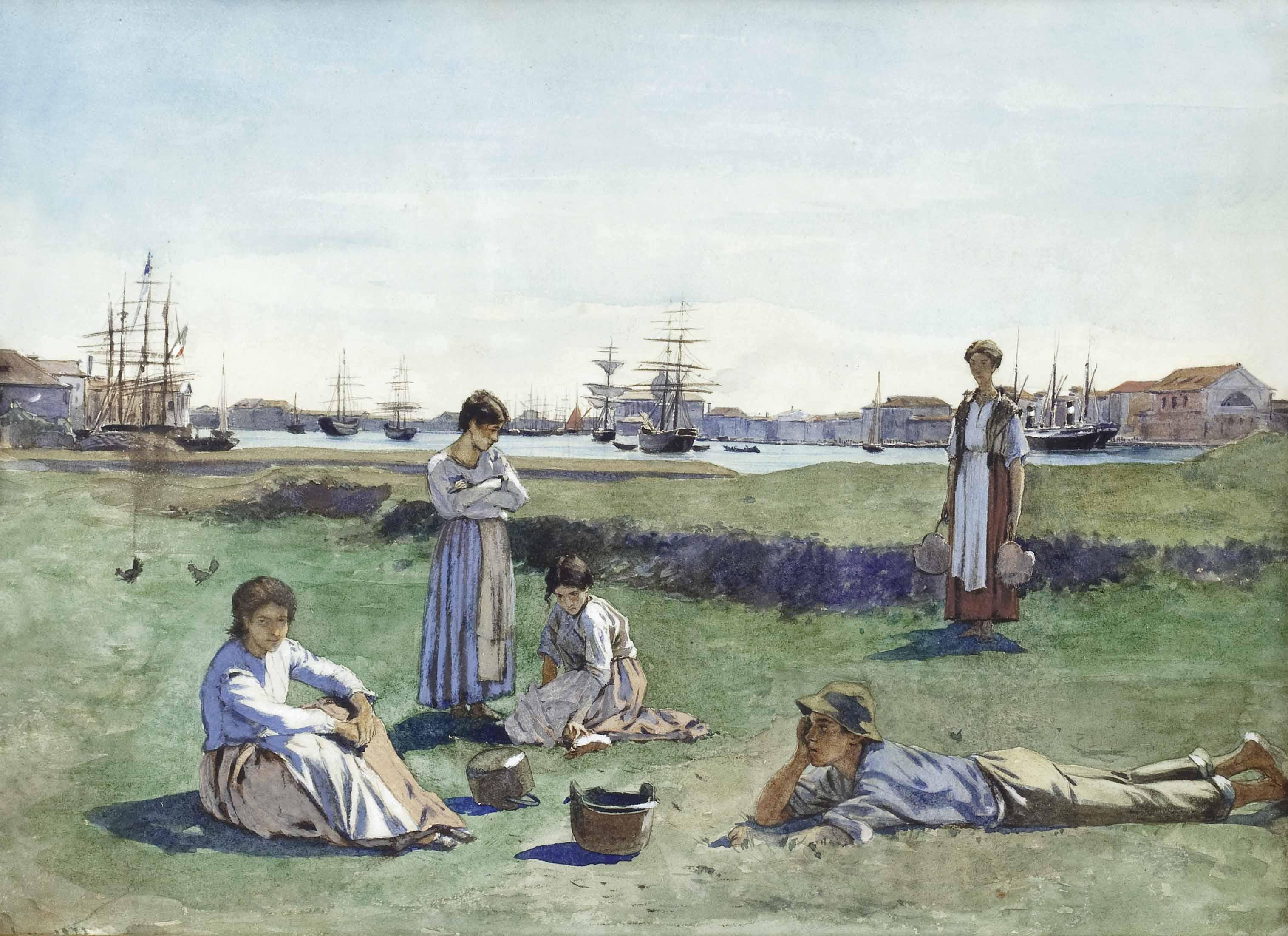
Benátští dráteníci (1872)
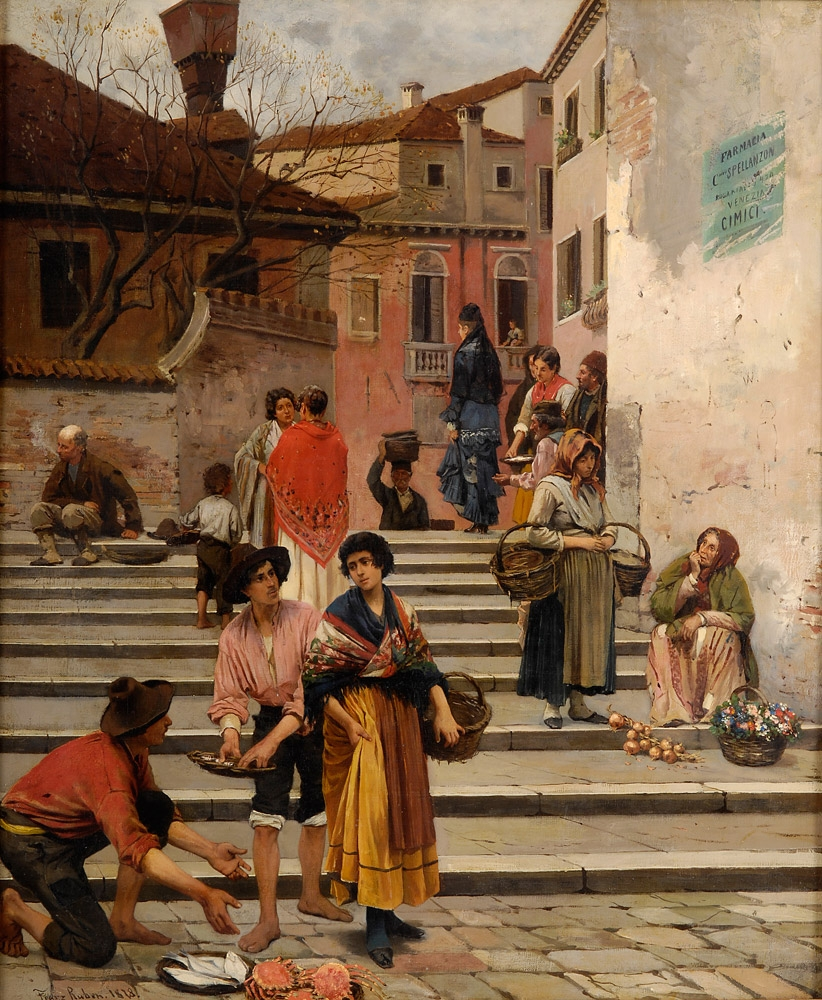
Venezianisches Treiben (1878)
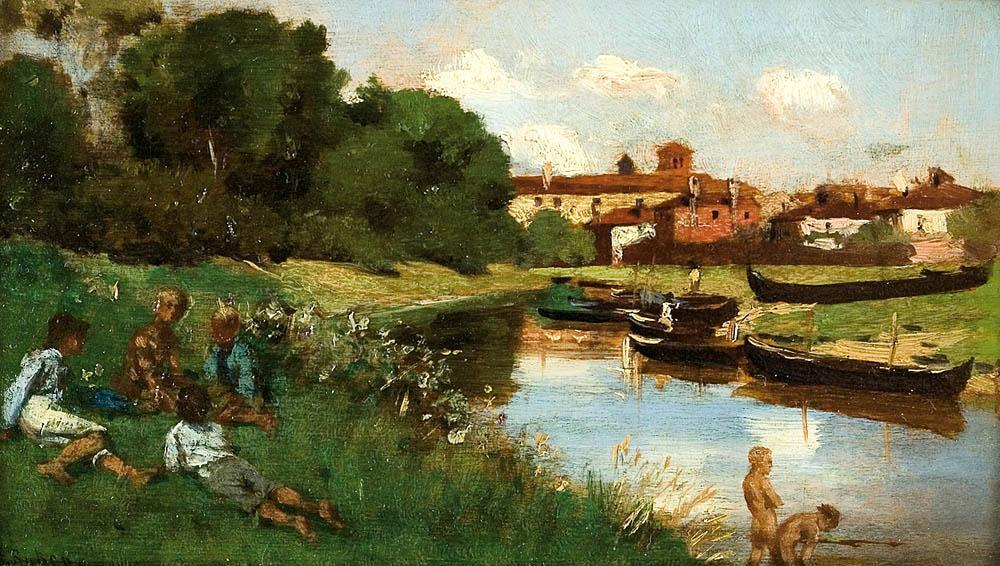
Koupající se děti
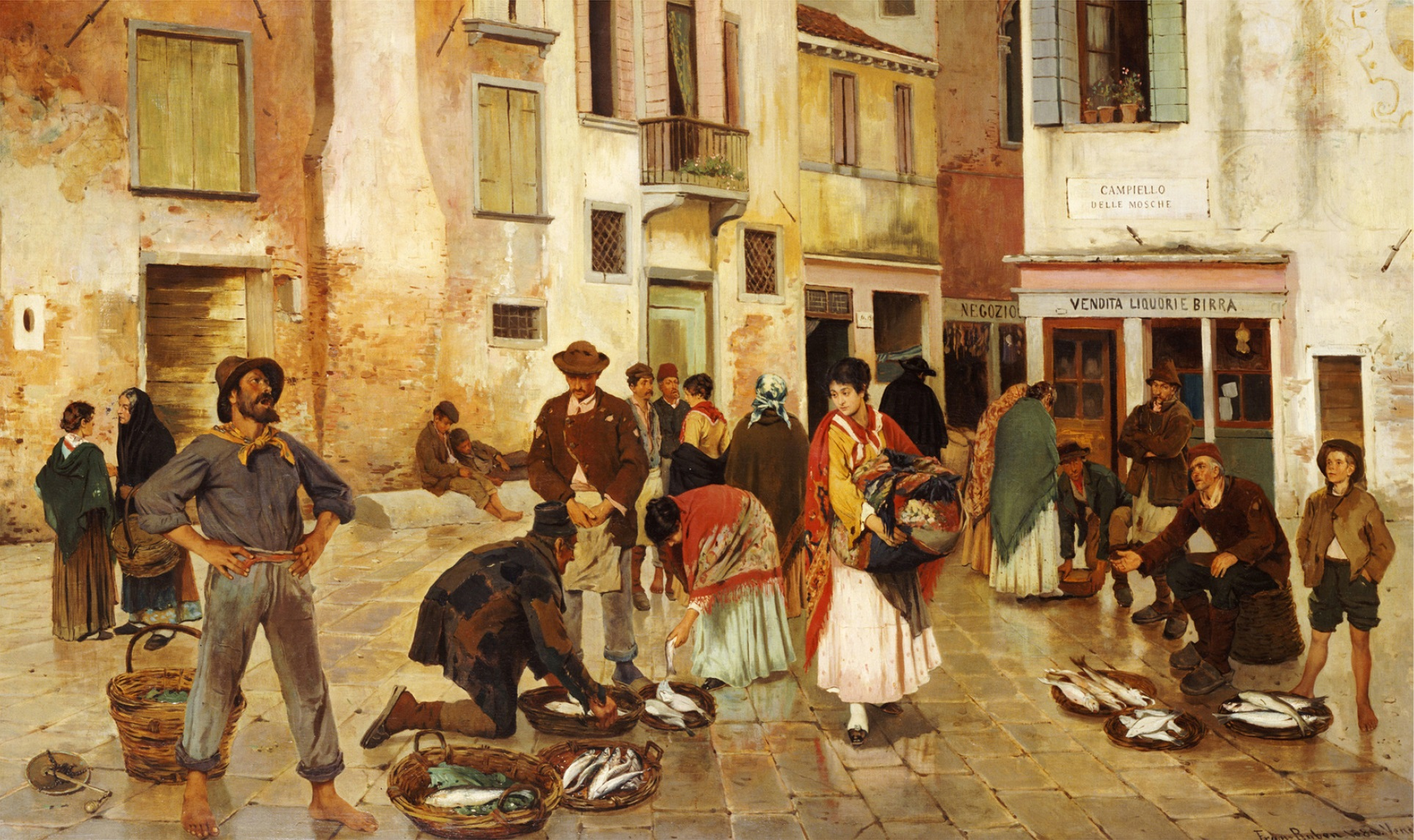
Campiello delle Mosche, Benátky
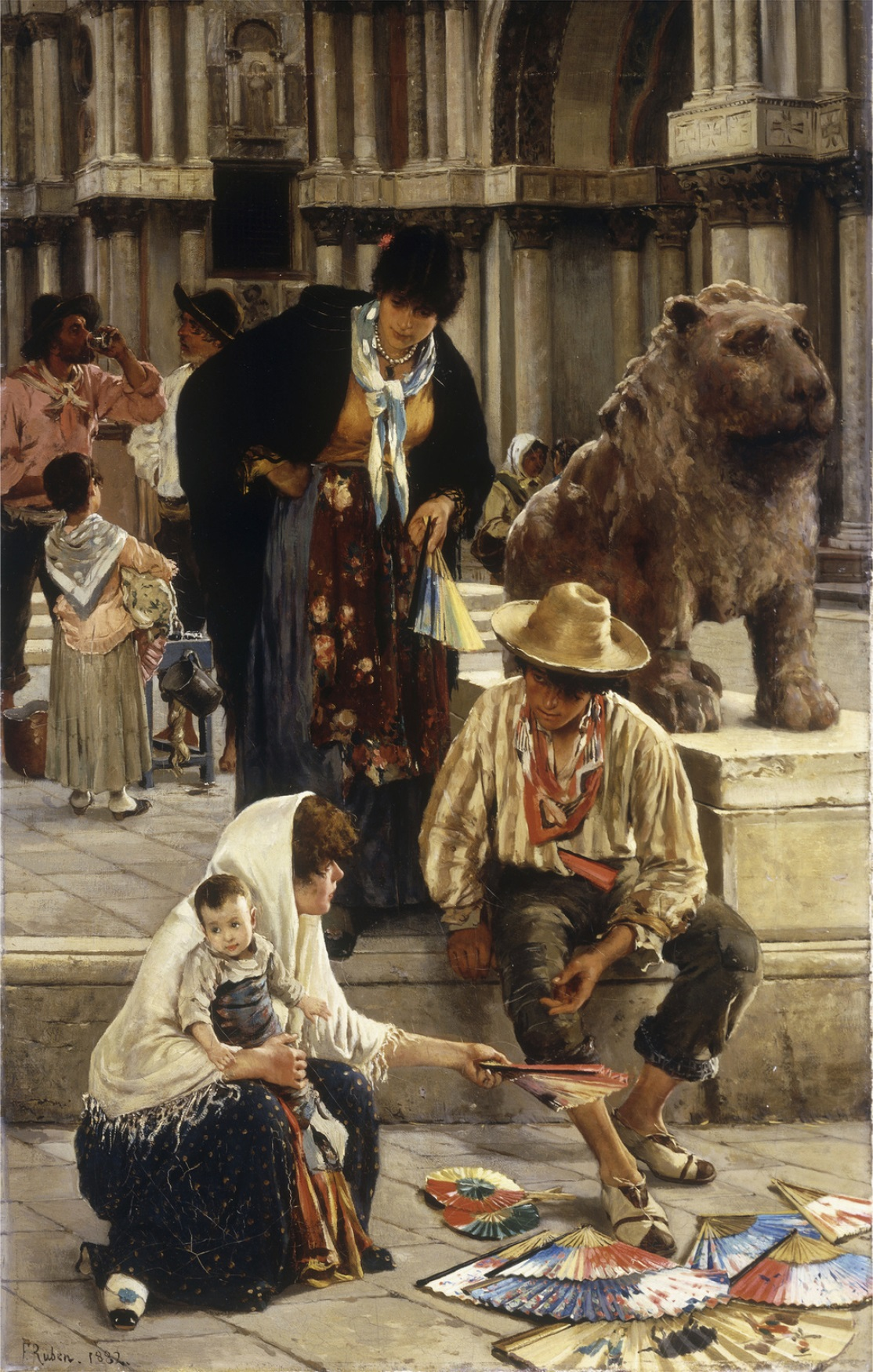
Prodavač vějířů (1882)
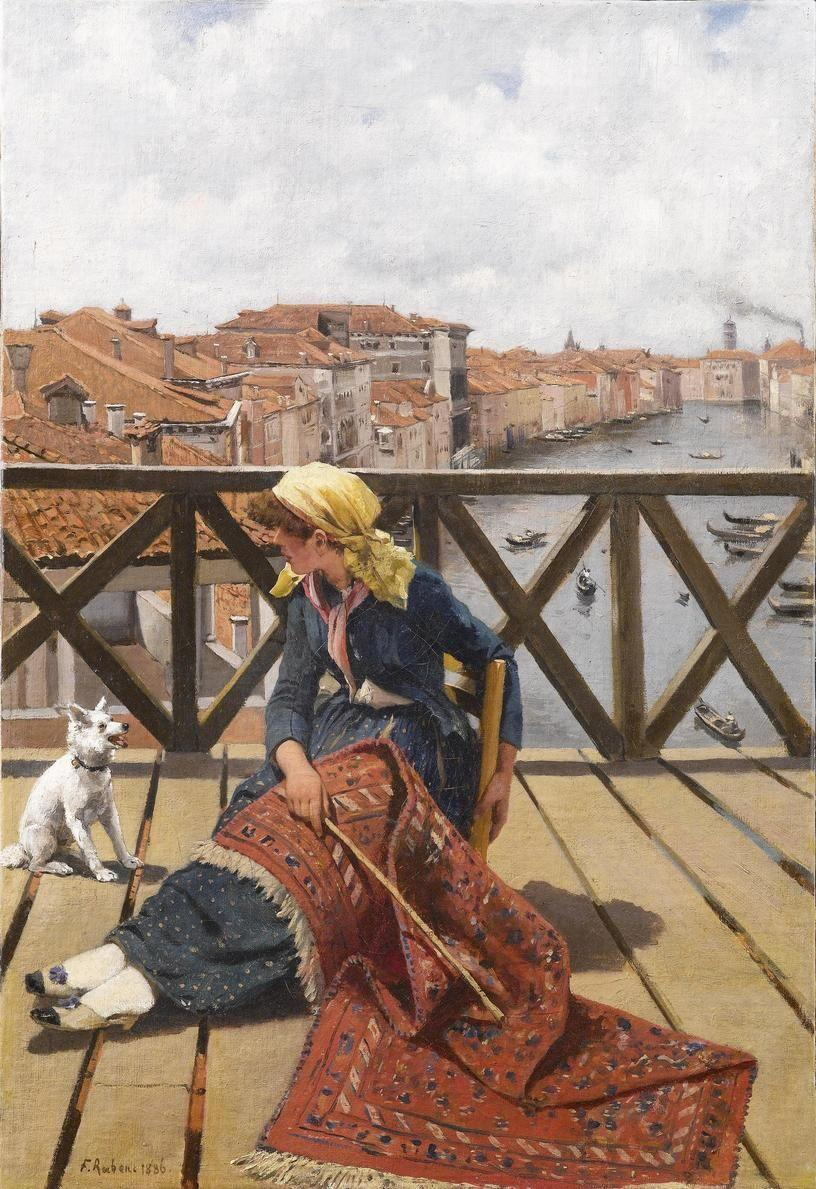
Malý přítel (1886)
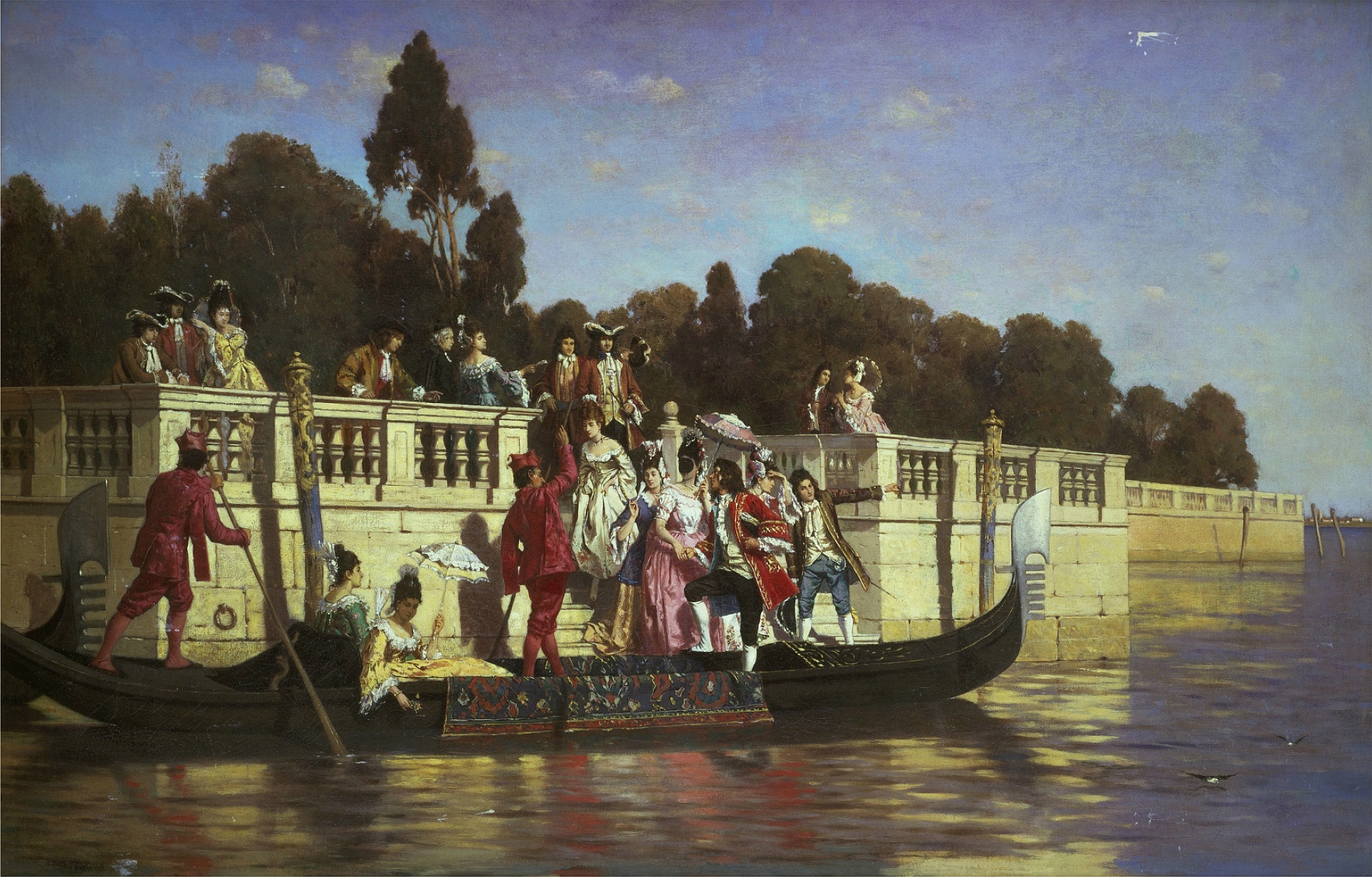
Elegantní lodní slavnost
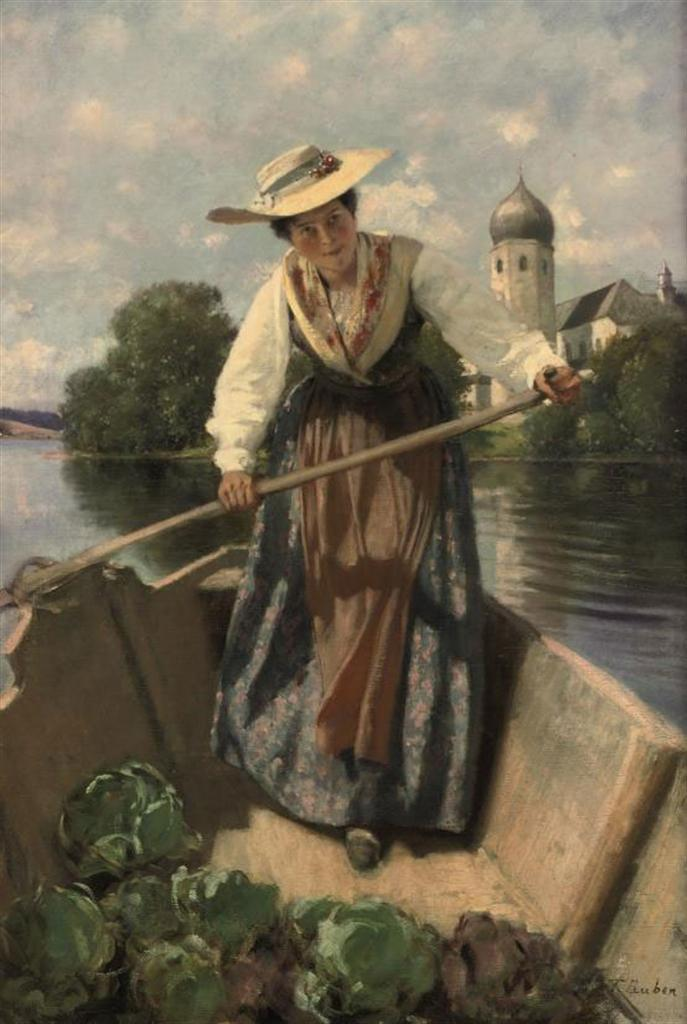
Mladá italská prodavačka zeleniny
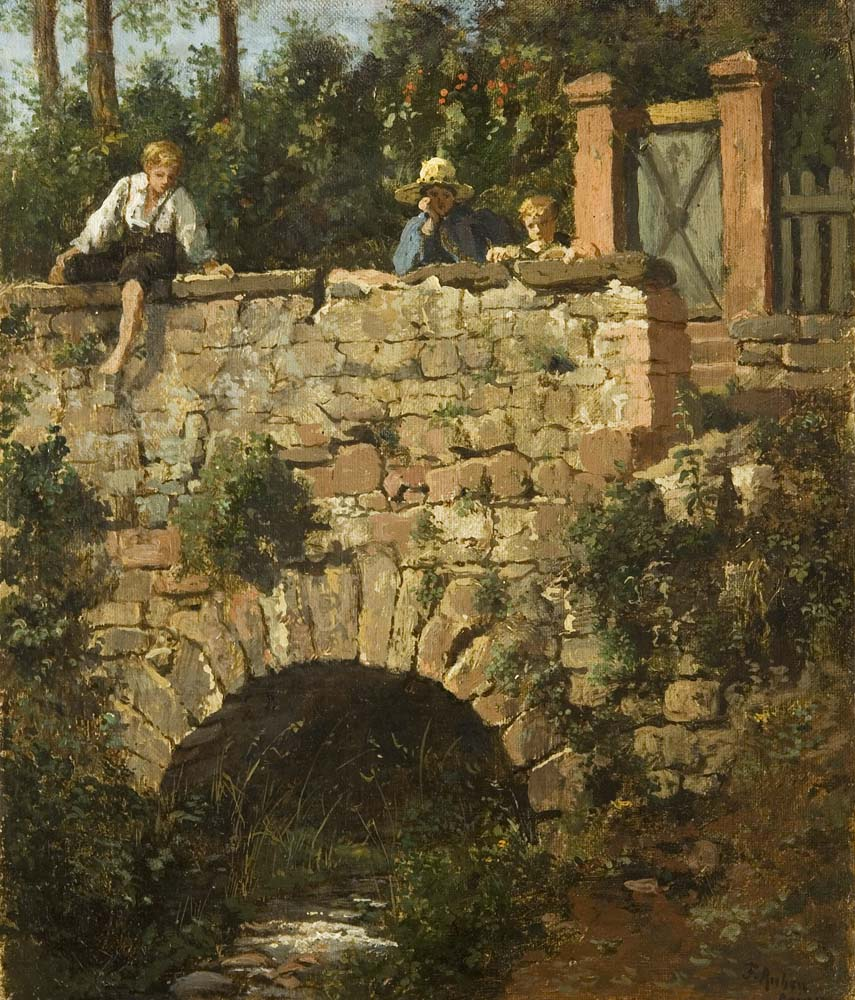
Děti na mostu
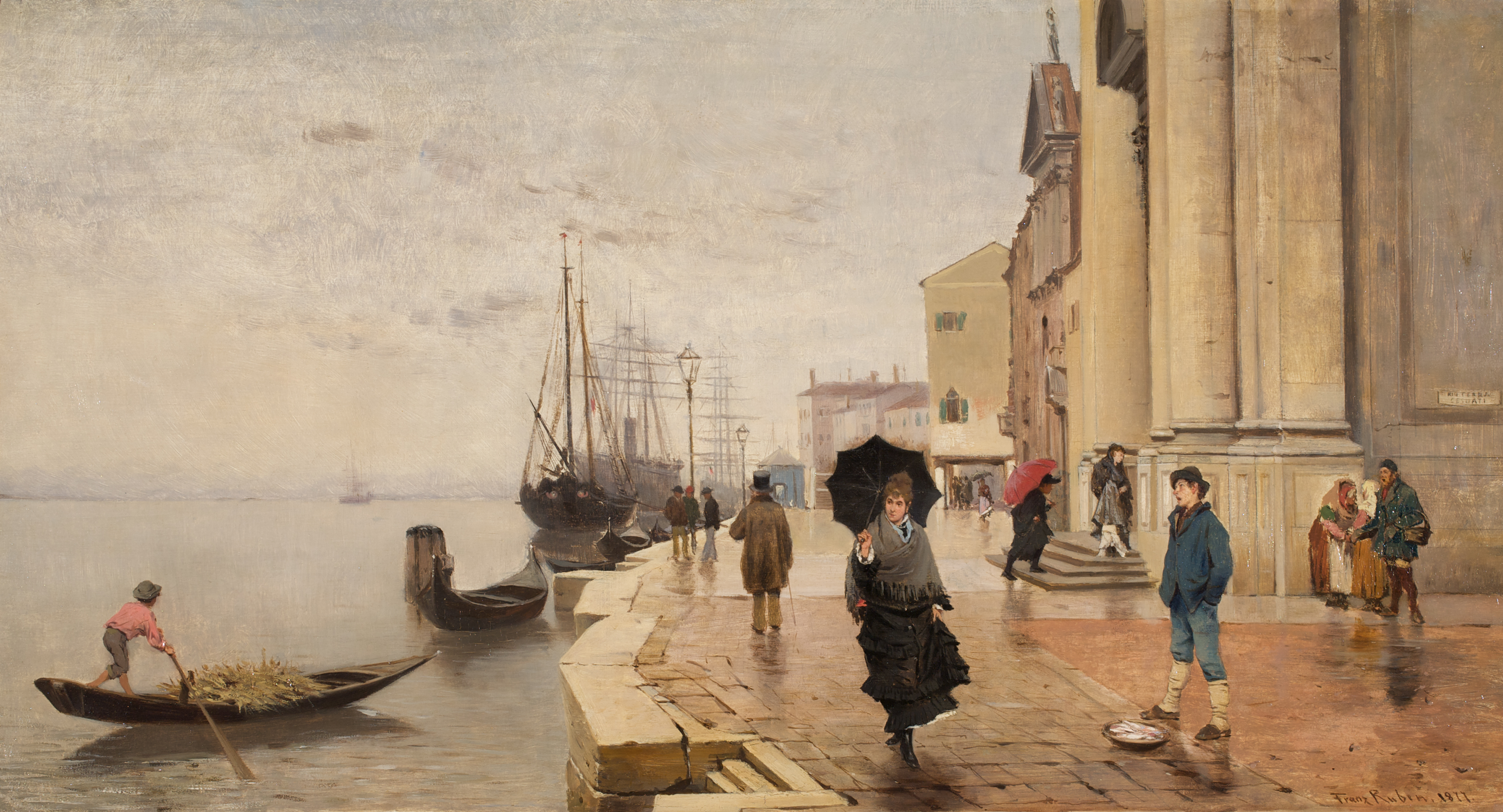
Benátský motiv (Kunsthistorisches Museum Vídeň)
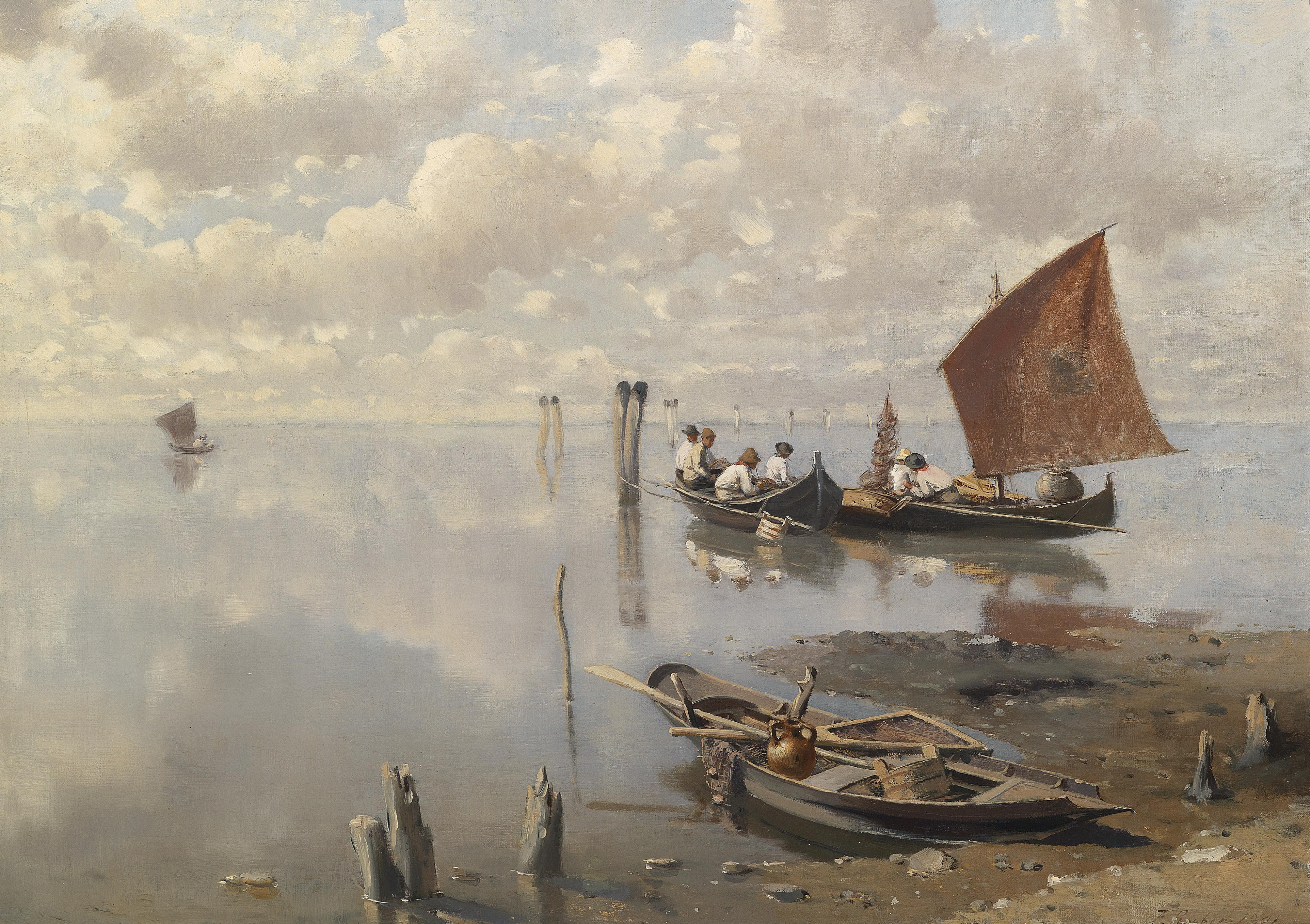
Rybář na laguně (1891)
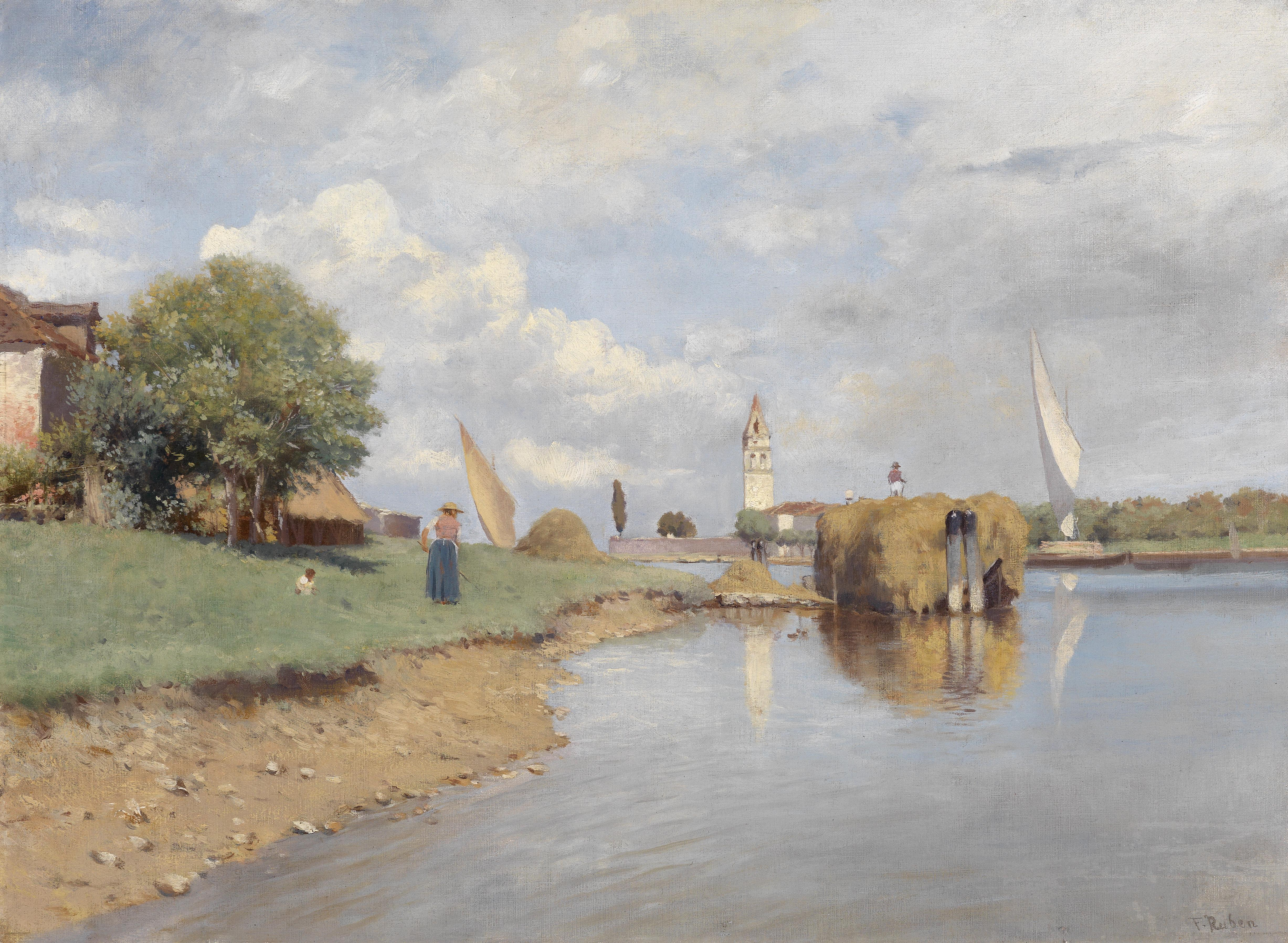
Mazzorbo u Burana
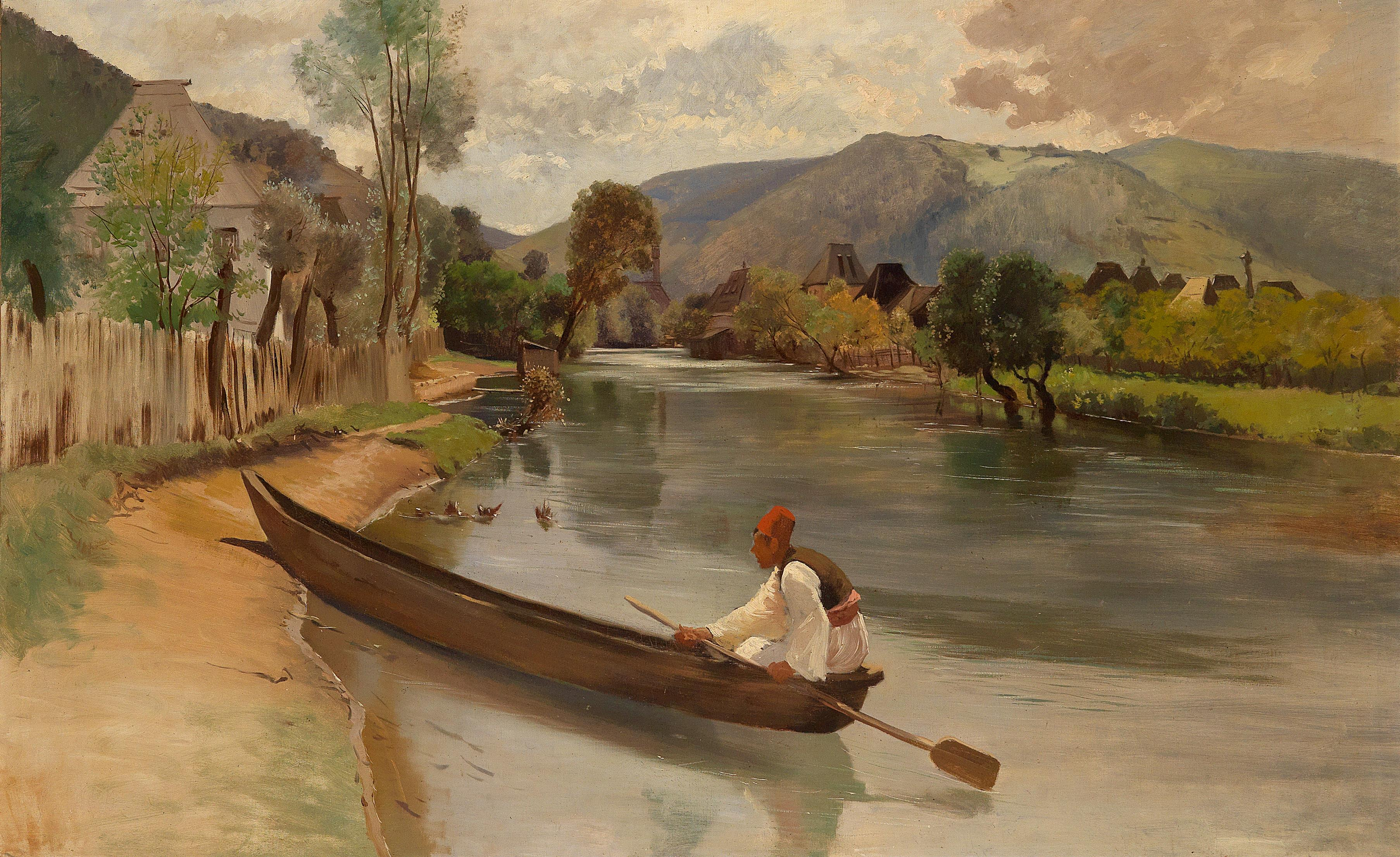
Na břehu řeky
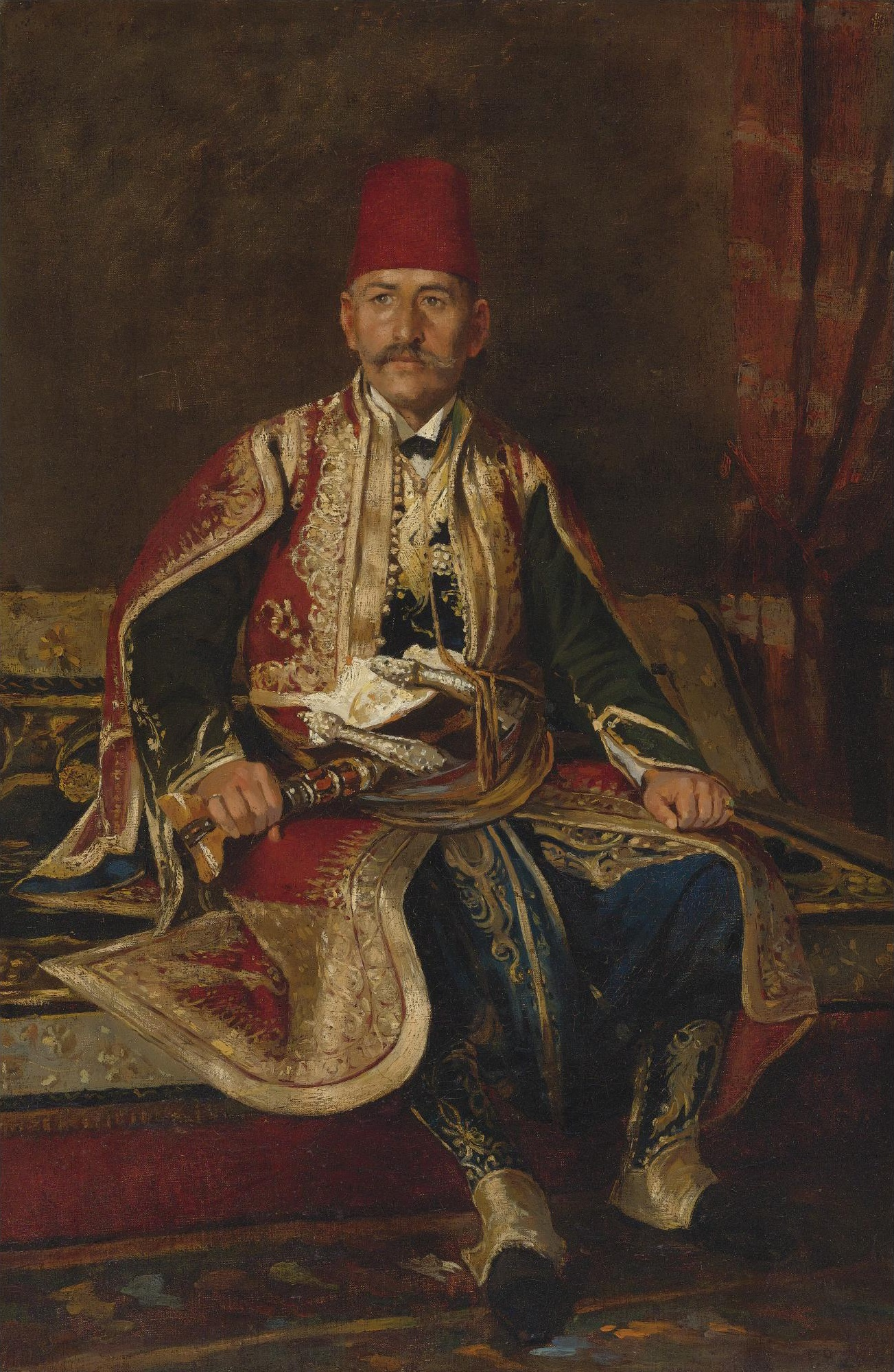
Turecký pán
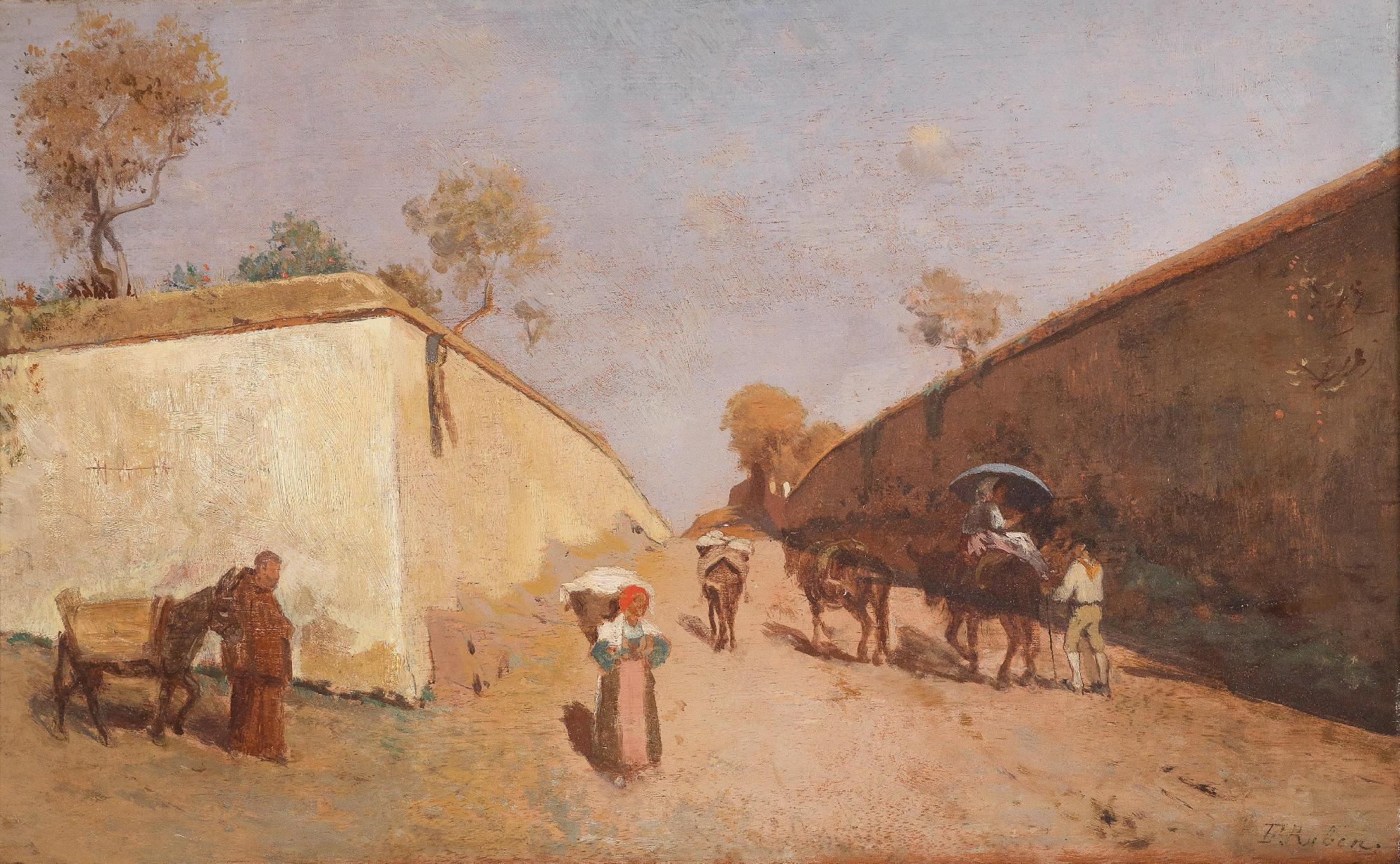
Italská vesnická ulice